# Gambusia heterochir
Gambusia heterochir es un pez de la familia de los pecílidos en el orden de los ciprinodontiformes.

## Distribución geográfica
Se encuentran en Norteamérica: Texas (Estados Unidos).